# Francisco de Federico y Martínez
Francisco de Federico y Martínez (Madrid, 15 d'abril de 1846 - † Madrid, 13 d'abril de 1910) fou un enginyer i polític espanyol, va ser ministre de Foment durant el regnat d'Alfons XIII.

## Trajectòria
Es traslladà a Pontevedra en 1886 per a fer un estudi d'un port entre Pontevedra i Marín. Apadrinat per José María Riestra y López, marquès de Riestra i el marqués de la Vega de Armijo inicià la seva carrera política en el Partit Liberal quan fou elegit diputat pel districte de Redondela a les eleccions generals espanyoles de 1893. Tornà a ser elegit diputat pel districte d'A Estrada en 1896. A les eleccions de 1898 tornà a ser elegit per Redondela, escó que revalidaria en les successives convocatòries electorals que se celebraren fins a 1910.
Va ser ministre de Foment entre el 4 de desembre de 1906 i el 25 de gener de 1907 en un govern presidit per Antonio Aguilar y Correa. Es casà amb Teresa Riestra López, filla de Francisco Antonio Riestra i germana de José Riestra López. Fou pare de Francisco de Federico Riestra.